# 사구미항
사구미항은 전라남도 해남군 송지면 사구미리에 있는 어항이다. 1973년 12월 13일 지방어항으로 지정하여 관리하고 있다. 시설관리자는 해남군수이다.

## 어항 시설
- 방파제 210m, 선착장 20m, 물양장 61m, 호안 56m